# لم أغني لأبي أبدا (فلم)
لم أغني لأبي أبدًا (بالإنجليزية: I Never Sang for My Father) فيلم دراما موسيقي أمريكي لعام 1970، أنتج الفيلم وأخرجه جيلبرت كيتس، وقام روبرت أندرسون بكتابة السيناريو  من مسرحية برودواي لعام 1968 التي تحمل نفس العنوان. يروي الفيلم قصة أستاذ جامعي أرمل يشعر بأنه يهيمن عليه والده المسن، ومع ذلك لا يزال يشعر بالندم على خطته لتركه عندما يتزوج وينتقل إلى كاليفورنيا. قام بالبطولة ميلفين دوغلاس وجين هاكمان ودوروثي ستكني.
ترشح الفيلم لجوائز الأوسكار لأفضل ممثل في دور رئيسي (ميلفين دوغلاس)، وأفضل ممثل في دور مساند (جين هاكمان)، وأفضل كتابة سيناريو من مصدر آخر (روبرت أندرسون).
صدر الفيلم إلى دور العرض الأمريكية في 18 أكتوبر 1970.

## طاقم التمثيل
ملفين دوغلاس: في دور توم جاريسون (الأب)
جين هاكمان: في دور جين جاريسون (الابن)
إستل بارسونز: في دور أليس (الشقيقة)
دوروثي ستكني: في دور مارغريت جاريسون (الأم)
إليزابيث هوبارد: في دور الدكتورة مارغريت «بيجي» ثاير
لوفلادي باول: في دور نورما
دانيال كيز: في دور دكتور مايبيري
كونراد باين: في دور القس سام بيل
جون ريتشاردز: في دور مارفن سكوت
نيكي كونسلمان: في دور النادلة
كارول بيترسون: في دور الممرضة رقم 1
سلون شيلتون: في دور الممرضة رقم 2
جيمس كارين: في دور السيد تاكر (مدير بيت المسنين)
جين ويليامز: في دور دكتور جنسن (مدير مستشفى الولاية)

## أحداث الفيلم
يلتقي الأستاذ الجامعي جين جاريسون (جين هاكمان)، في المطار، بوالديه العائدين من فلوريدا، وبعد أن يصطحبهم إلى البيت، يأخذهم لتناول العشاء. يقضي جين المساء معهم في البيت. كانت انتقادات والده، توم، تدور في ذهنه وهو يقود سيارته إلى البيت. يبحث جين عن العزاء في أحضان عشيقته، التي تتوق لعلاقة أكثر جدية معه. تصاب والدته مارجريت، بعد فترة وجيزة، بنوبة قلبية وتدخل المستشفى. يذهب جين لزيارتها في المستشفى حيث يجد والده يسير في غرفة الانتظار، ويطلب منه الذهاب معه إلى نادي الروتاري، بالرغم من أن جين كان يتوقع أن يظل الوالد بجوار والدته طوال فترة مرضها.
تموت مارغريت، ويساعد جين والده في شراء تابوت، وتصل شقيقته أليس بدون زوجها وأولادها وتشرح لجين حالة والدهم الصحية حيث ان ذاكرته آخذة في الضعف ويحتاج لرعاية دائمة إما في دار لرعاية المسنين، أو بمساعدة مباشرة. تطرح الفكرة مع والدهم الذي يرفضها تمامًا. تثير المحادثة توترات قديمة حول حرمان أليس من الميراث بسبب زواجها برجل يهودي. تترك أليس شقيقها جين ليتعامل مع والدهم بما يراه. تصل بيغي، حبيبة جين، لزيارته، وتعرض الانتقال إلى نيويورك للعيش مع جين ووالده.
يتذكر جين وتوم معًا الأيام الخوالي أثناء مشاهدة الصور القديمة، ويظهر حب توم لابنه في حديثهما، ويسأل عن اللحن الذي اعتاد جين أن يغنيه له عندما كان صبيًا. يعترف جين بأنه لم يغني أبدًا لحن لوالده، لكن توم يتذكر عكس ذلك. يخبر جين توم أنه يفكر في الانتقال إلى كاليفورنيا ليقيم مع بيجي، حيث ان لديها عملها الناجح كطبيبة أمراض النساء. يغضب توم من الفكرة، ويشعر بالوحدة. يترك جين المنزل مع بيغي ولا يعود أبدًا.

## استقبال الفيلم
منح موقع الطماطم الفاسدة الفيلم تقييماً مقداره 100% بناءاً على آراء 9 نقاد.
لخص الناقد المعروف روجر إيبرت الفيلم في مراجعته قبل أن يختتم بالقول: «هذه الحبكة العارية بالكاد تعطي أي تلميح لقوة هذا الفيلم. لقد ذكرت شيئًا من موضوعه، لكن لا شيء تقريبًا عن طريقة الكتابة والاتجاه، ولكن تجتمع كل الاسباب معًا لإنتاج واحد من أكثر الأفلام البشرية التي لا تُنسى التي يمكنني تذكرها».
كان فنسنت كانبي، في مراجعته لصحيفة نيويورك تايمز، أقل مجاملة بكثير، حيث كتب: «الفيلم يلحق الضرر بالروح البشرية بالطريقة التي يطلب فيها التعاطف مع الأشخاص الصغار والمسطحين، مثل الشخصيات الكوميدية، بدون حلاوة، بدون خيال، بدون أي احتياطي مشتبه به من العواطف. في الواقع، يكاد يكون الأمر سخيفًا عندما تدرك أنه بدون أي مشكلة صادقة، سواء كانت نفسية أو اقتصادية».

## الترشيحات والجوائز
جوائز الاوسكار، الولايات المتحدة الأمريكية 1971: ترشح لجائزة أفضل ممثل في دور رئيسي (ميلفين دوغلاس)، وترشح لجائزة أفضل ممثل في دور مساند (جين هاكمان)، وترشح لجائزة أفضل كتابة سيناريو من مصدر آخر (روبرت أندرسون).
غولدن غلوب، الولايات المتحدة الأمريكية 1971: ترشح لجائزة أفضل فيلم دراما، وترشح لجائزة أفضل ممثل في فيلم دراما (ملفين دوغلاس).
جوائز لوريل 1971: ترشح لأفضل أداء درامي للرجال (ملفين دوغلاس) المركز الخامس.
المجلس الوطني للمراجعة، الولايات المتحدة الأمريكية 1971: فاز كواحد من أفضل عشرة أفلام.
جوائز دائرة نقاد السينما في نيويورك 1970: ترشح لجائزة أفضل ممثل في دور رئيسي (ميلفين دوغلاس).
نقابة الكتاب الأمريكية بالولايات المتحدة 1971: فاز بجائزة أفضل كتابة سيناريو من مصدر آخر (روبرت أندرسون).

## روابط خارجية
- لم أغني لأبي أبدا على موقع IMDb (الإنجليزية)
- لم أغني لأبي أبدا على موقع روتن توميتوز (الإنجليزية)
- لم أغني لأبي أبدا على موقع قاعدة بيانات الأفلام العربية
- لم أغني لأبي أبدا على موقع ألو سيني (الفرنسية)
- لم أغني لأبي أبدا على موقع Turner Classic Movies (الإنجليزية)
- لم أغني لأبي أبدا على موقع أول موفي (الإنجليزية)
- لم أغني لأبي أبدا على موقع فيلمافينيتي (الإسبانية)
- لم أغني لأبي أبدا على موقع قاعدة بيانات الأفلام السويدية (السويدية)
- لم أغني لأبي أبدا على موقع قاعدة بيانات الفيلم (الإنجليزية)
- لم أغني لأبي أبدا على موقع ليتربوكسد (الإنجليزية)